# Gryazev-Shipunov GSh-6-30
Il Gryazev-Shipunov GSh-6-30 è un cannone gatling da 30mm sovietico, montato sul caccia MiG-27 e usato dalla marina sovietica nel CIWS AK-630. Si tratta di un'arma estremamente potente eppure molto compatta e leggera.